# Матч всех звёзд женской НБА 1999 года
Матч всех звёзд женской НБА 1999 года (англ. 1999 WNBA All-Star Game) — ежегодная показательная баскетбольная игра, прошедшая в среду, 14 июля 1999 года, в Нью-Йорке (штат Нью-Йорк) на домашней площадке команды «Нью-Йорк Либерти» «Мэдисон-сквер-гарден». Эта встреча стала первым матчем всех звёзд (ASG) в истории женской национальной баскетбольной ассоциации (ВНБА) и первым, проведённым в Нью-Йорке, следующие два проходили в 2003 и 2006 годах. Встреча транслировалась спортивным кабельным телевизионным каналом ESPN в 7:30 вечера по Североамериканскому восточному времени (ET), а судьями на этом матче Сэлли Белл, Пэтти Бродерик и Джун Корто, которые ранее ни разу не обслуживали матчи столь высокого уровня.
Сборная Запада под руководством Ван Ченселлора без проблем переиграла сборную Востока Линды Хилл-Макдональд со счётом 79:61, тем самым начав серию побед из шести встреч кряду в их очном противостоянии. Следующие пять матчей всех звёзд женской НБА также выиграла команда Запада. Самым ценным игроком этого матча была признана Лиза Лесли, представляющая на нём команду «Лос-Анджелес Спаркс». Перед началом этой встречи Уитни Хьюстон поразила публику проникновенным исполнением государственного гимна США.

## Матч всех звёзд

### Составы команд
Игроки стартовых пятёрок матча всех звёзд женской НБА выбираются по итогам электронного голосования, проводимого среди болельщиков на официальном сайте лиги — WNBA.com. Выбор баскетболисток резервного состава команд Востока и Запада проводится путём голосования среди главных тренеров клубов, входящих в конференцию, причём они не могут голосовать за своих собственных подопечных. До 2013 года наставники могли выбрать двух защитников, двух форвардов, одного центрового и ещё двух игроков вне зависимости от их амплуа. В 2014 году позиции форварда и центрового были объединены в единую категорию нападения, после чего наставники команд стали голосовать за двух защитников, трёх игроков нападения и одного игрока независимо от позиции. Если та или иная баскетболистка не может участвовать в ASG из-за травмы или по болезни, то их заменяют специально отобранные для этого резервисты.
По правилам женской НБА на тренерский мостик сборных Запада и Востока назначаются наставники команд, которые принимали участие в финале прошлого сезона, исключением являются эта встреча и матч всех звёзд 2009 года. В 1998 году в финальной серии чемпионата играли команды «Хьюстон Кометс» и «Финикс Меркури», причём обе представляли Западную конференцию. Победителем же в этом очном противостоянии стали «Кометс», поэтому на должность главного тренера сборной Запада был назначен Ван Ченселлор. В первых двух сезонах в плей-офф выходили по четыре сильнейшие команды ассоциации, независимо от места в той или иной конференции, и играли они — первая с четвёртой, а вторая с третьей, поэтому в 1997 году в финале турнира играли два клуба из Восточной конференции, а в 1998 году — из Западной. Поэтому в первом матче всех звёзд ВНБА наставником сборной Востока было решено назначить тренера команды, которая стала победителем регулярного чемпионата в Восточной конференции. Этой командой стала «Кливленд Рокерс», поэтому сборной Востока руководила Линда Хилл-Макдональд.
6 июля ВНБА опубликовала итоги голосования среди поклонников на официальном сайте ассоциации, по результатам которого в стартовую пятёрку сборной Запада попали Мишель Тиммс, Синтия Купер, Шерил Свупс, Тина Томпсон и Лиза Лесли. В стартовую пятёрку сборной Востока вошли Тереза Уизерспун, Никки Маккрей, Ким Хэмптон, Чамик Холдскло и Ребекка Лобо.
9 июля были опубликованы итоги голосования среди главных тренеров команд ВНБА, по результатам которого резервистами Запада стали Натали Уильямс, Иоланда Гриффит, Рути Болтон, Тоня Эдвардс, Тиша Пенишейру и Дженнифер Гиллом. Запасными же Востока стали Вики Баллетт, Мерлакия Джонс, Шэннон Джонсон, Никеша Сейлс, Сэнди Бронделло и Тадж Макуильямс. Однако Лобо из-за травмы левой передней крестообразной связки, которую та получила 10 июня в первой игре сезона («Нью-Йорк Либерти» 87:60 «Кливленд Рокерс»), не смогла принять участие в этой игре, в результате этого образовавшееся вакантное место в стартовой пятёрке Востока заняла Баллетт, на замену которой в состав резервистов Востока была включена Вики Джонсон[a].
В данной таблице опубликованы полные составы сборных Запада и Востока предстоящего матча[a].
| Поз.                                           | Игрок             | Команда             | Выбор             |
| Стартовая пятёрка                              | Стартовая пятёрка | Стартовая пятёрка   | Стартовая пятёрка |
| ---------------------------------------------- | ----------------- | ------------------- | ----------------- |
| З                                              | Мишель Тиммс      | Финикс Меркури      | 1-й               |
| З                                              | Синтия Купер      | Хьюстон Кометс      | 1-й               |
| Ф                                              | Шерил Свупс       | Хьюстон Кометс      | 1-й               |
| Ф                                              | Тина Томпсон      | Хьюстон Кометс      | 1-й               |
| Ц                                              | Лиза Лесли        | Лос-Анджелес Спаркс | 1-й               |
| Запасные игроки                                |                   |                     |                   |
| З                                              | Тоня Эдвардс      | Миннесота Линкс     | 1-й               |
| З                                              | Тиша Пенишейру    | Сакраменто Монархс  | 1-й               |
| Ф                                              | Рути Болтон       | Сакраменто Монархс  | 1-й               |
| Ф                                              | Дженнифер Гиллом  | Финикс Меркури      | 1-й               |
| Ф                                              | Натали Уильямс    | Юта Старз           | 1-й               |
| Ц                                              | Иоланда Гриффит   | Сакраменто Монархс  | 1-й               |
| Главный тренер: Ван Ченселлор (Хьюстон Кометс) |                   |                     |                   |

| Поз.                                                    | Игрок             | Команда           | Выбор             |
| Стартовая пятёрка                                       | Стартовая пятёрка | Стартовая пятёрка | Стартовая пятёрка |
| ------------------------------------------------------- | ----------------- | ----------------- | ----------------- |
| З                                                       | Тереза Уизерспун  | Нью-Йорк Либерти  | 1-й               |
| З                                                       | Никки Маккрей     | Вашингтон Мистикс | 1-й               |
| Ф                                                       | Чамик Холдскло    | Вашингтон Мистикс | 1-й               |
| Ф                                                       | Ребекка Лобо[b]   | Нью-Йорк Либерти  | 1-й               |
| Ц                                                       | Ким Хэмптон       | Нью-Йорк Либерти  | 1-й               |
| Запасные игроки                                         |                   |                   |                   |
| З                                                       | Шэннон Джонсон    | Орландо Миракл    | 1-й               |
| З                                                       | Сэнди Бронделло   | Детройт Шок       | 1-й               |
| З                                                       | Мерлакия Джонс    | Кливленд Рокерс   | 1-й               |
| Ф                                                       | Никеша Сейлс      | Орландо Миракл    | 1-й               |
| Ф                                                       | Вики Джонсон[c]   | Нью-Йорк Либерти  | 1-й               |
| Ф                                                       | Вики Баллетт[d]   | Шарлотт Стинг     | 1-й               |
| Ц                                                       | Тадж Макуильямс   | Орландо Миракл    | 1-й               |
| Главный тренер: Линда Хилл-Макдональд (Кливленд Рокерс) |                   |                   |                   |

- a  Третья и четвёртая сноски друг другу противоречат. В последнем абзаце третьей ссылки говорится о том, что в стартовый состав сборной Востока на эту игру была выбрана Ребекка Лобо[3], а согласно четвёртой это же место заняла Вики Баллетт[4]. Учитывая, что Ребекка Лобо получила тяжёлую травму в самой первой игре стартовавшего сезона, проведя на площадке всего 42 секунды[2], можно предположить, что болельщики, отдав свои голоса за неё, тем самым хотели поддержать игрока в столь трудный момент её карьеры, конечно же, отдавая себе отчёт в том, что она не сможет восстановиться к началу этой встречи. Тем же самым, наверное, руководствовались и чиновники женской НБА, поэтому они не стали включать её в стартовый состав на официальном сайте ассоциации, отдав вакантное место Вики Баллетт, а её имя вписали в состав резервистов. Оправившись от этой травмы, Ребекка так и не смогла выйти на свой прежний уровень игры и завершила карьеру в возрасте тридцати лет.
- b  Игроки, не принимавшие участие в матче из-за травмы.
- c  Игроки, заменившие в нём травмированных.
- d  Игроки, начавшие игру в стартовой пятёрке, вместо травмированных.

### Ход матча
С самого начала сборная Запада очертила своё преимущество в матче, спустя три с половиной минуты поведя в счёте 10:0, а через шесть минут — 17:2. К середине первой половины встречи положение дел в матче абсолютно не изменилось, команда Запада продолжала уверенно лидировать в игре 25:9. Однако тут уже сборной Востока удались два небольших отрезка, во время которых на площадке солировали Тадж Макуильямс и Шэннон Джонсон. Сначала Восток немного сократил разрыв в счёте (25:16), а затем почти догнал своего противника (31:29). Впрочем борьбы опять не получилось, так как тут удача отвернулась от сборной Востока, а команда Запада совершила финишный рывок, во время которого особо отличились Лиза Лесли и Иоланда Гриффит и ушла на большой перерыв, имея на плечах комфортное преимущество в четырнадцать очков (43:29).
Вторая половина встречи началась с равной борьбы, со стороны сборной Запада особым рвением отличилась Натали Уильямс, которая забила 8 очков за 13 минут, в команде Востока особенно выделялись Ким Хэмптон и Сэнди Бронделло. В результате этого после первых восьми минут после большого перерыва преимущество в счёте сборной Запада немного уменьшилось и составляло десять очков (57:47). В середине второй половины игры сначала небольшой рывок совершила команда Запада, в течение которого пять очков набрала Лиза Лесли, а затем отличилась уже сборная Востока, забив шесть очков подряд, однако команда Запада почти что сохранила своё преимущество в десять очков (66:57). В течение следующих четырёх минут в матче шла равная борьба, во время которых вновь особо выделялась набравшая шесть очков кряду Иоланда Гриффит. В последние полторы минуты встречи команда Востока, хоть и старалась, но ничего не смогла противопоставить своим оппонентам, более того она даже ни разу не смогла поразить кольцо противника, который в свою очередь набрал шесть очков подряд и легко довёл матч до победы (79:61).
Самым ценным игроком этого матча была признана Лиза Лесли из «Лос-Анджелес Спаркс», которая набрала 13 очков, совершила 5 подборов, сделала 1 перехват и 1 блок-шот. Кроме того лучшими игроками встречи, предопределившими победу команды Запада, стали Натали Уильямс, набравшая 14 очков и 8 подборов, Иоланда Гриффит, набравшая 10 очков и 5 подборов и Шерил Свупс, набравшая 8 очков, 8 подборов и 3 перехвата. Лучшими баскетболистками команды Востока стали Тадж Макуильямс, набравшая 8 очков, 7 подборов и 2 перехвата, Шэннон Джонсон, набравшая 8 очков, 4 подбора и 3 перехвата, Сэнди Бронделло, набравшая 8 очков и 4 подбора, Вики Джонсон, набравшая 6 очков и 3 передачи и Никеша Сейлс, набравшая 6 очков.
| 14 июля 1999 года 7:30 pm (ET) | Протокол | Сборная Запада                   | 79:61    | Сборная Востока                      | Мэдисон-сквер-гарден, Нью-Йорк (штат Нью-Йорк) Зрителей: 18 649 Судьи: Сэлли Белл Пэтти Бродерик Джун Корто | ESPN |
| 14 июля 1999 года 7:30 pm (ET) | Протокол | Счёт по половинам: 43:29, 36:32. |          |                                      | Мэдисон-сквер-гарден, Нью-Йорк (штат Нью-Йорк) Зрителей: 18 649 Судьи: Сэлли Белл Пэтти Бродерик Джун Корто | ESPN |
| 14 июля 1999 года 7:30 pm (ET) | Протокол | Натали Уильямс 14                | Очки     | Бронделло, Ш. Джонсон и Макуильямс 8 | Мэдисон-сквер-гарден, Нью-Йорк (штат Нью-Йорк) Зрителей: 18 649 Судьи: Сэлли Белл Пэтти Бродерик Джун Корто | ESPN |
| 14 июля 1999 года 7:30 pm (ET) | Протокол | Свупс и Уильямс 8                | Подборы  | Тадж Макуильямс 7                    | Мэдисон-сквер-гарден, Нью-Йорк (штат Нью-Йорк) Зрителей: 18 649 Судьи: Сэлли Белл Пэтти Бродерик Джун Корто | ESPN |
| 14 июля 1999 года 7:30 pm (ET) | Протокол | Купер и Тиммс 4                  | Передачи | Тереза Уизерспун 4                   | Мэдисон-сквер-гарден, Нью-Йорк (штат Нью-Йорк) Зрителей: 18 649 Судьи: Сэлли Белл Пэтти Бродерик Джун Корто | ESPN |

### Полная статистика матча
В данной таблице показан подробный статистический анализ этого матча.

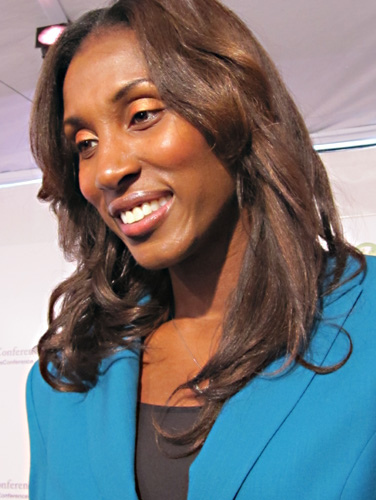
Лиза Лесли, вторая по очкам и самый ценный игрок матча (13)
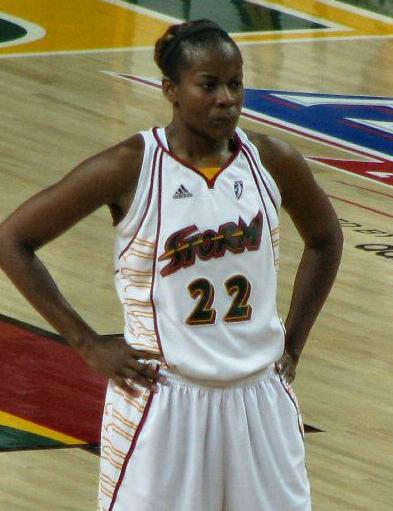
Шерил Свупс, лучший игрок матча по подборам (8)
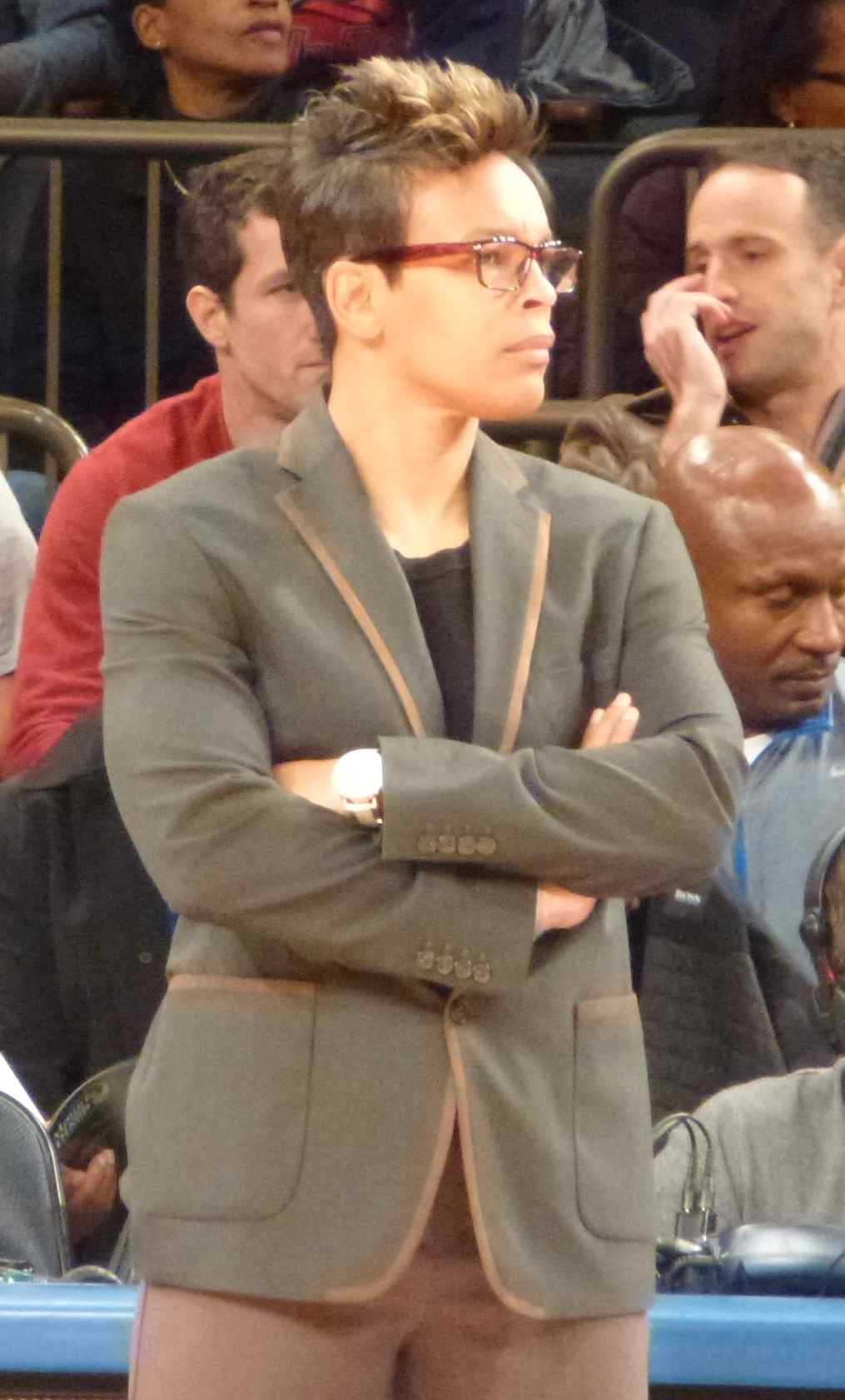
Тереза Уизерспун, лучший игрок матча по передачам (4)
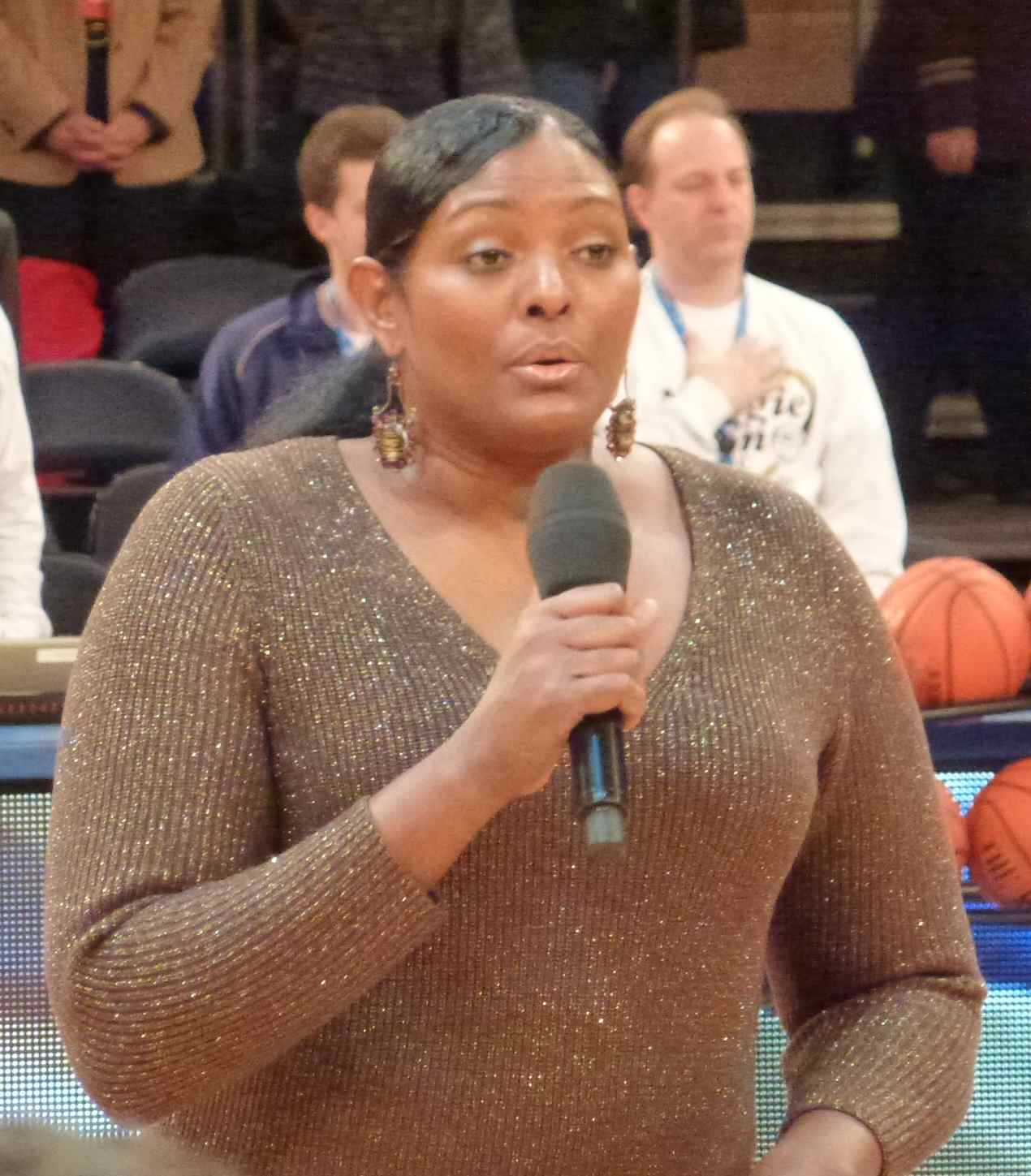
Ким Хэмптон, второй игрок матча по перехватам (2)
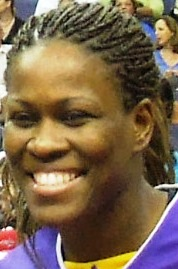
Тадж Макуильямс, второй игрок матча по блок-шотам (1)

| Звёзды Западной конференции |                         |        |       |      |       |     |     |     |     |    |    |     |    |     |
| Стартовая пятёрка           | Команда                 | MIN    | FG    | 3P   | FT    | OFF | DEF | TOT | AST | ST | BS | TOV | PF | PTS |
| Мишель Тиммс                | Финикс Меркури          | 18     | 1-1   | 1-1  | 0-0   | 0   | 4   | 4   | 4   | 1  | 0  | 3   | 1  | 3   |
| Синтия Купер                | Хьюстон Кометс          | 18     | 3-5   | 0-2  | 1-1   | 0   | 4   | 4   | 4   | 2  | 0  | 1   | 0  | 7   |
| Шерил Свупс                 | Хьюстон Кометс          | 19     | 4-7   | 0-0  | 0-0   | 1   | 7   | 8   | 0   | 3  | 1  | 2   | 2  | 8   |
| Тина Томпсон                | Хьюстон Кометс          | 14     | 4-8   | 0-0  | 0-0   | 0   | 5   | 5   | 0   | 0  | 0  | 2   | 0  | 8   |
| Лиза Лесли[e]               | Лос-Анджелес Спаркс     | 17     | 5-11  | 0-1  | 3-4   | 3   | 2   | 5   | 1   | 1  | 1  | 0   | 2  | 13  |
| Запасные игроки             |                         |        |       |      |       |     |     |     |     |    |    |     |    |     |
| Тоня Эдвардс                | Миннесота Линкс         | 15     | 3-8   | 1-4  | 0-0   | 0   | 1   | 1   | 1   | 0  | 0  | 2   | 1  | 7   |
| Тиша Пенишейру              | Сакраменто Монархс      | 19     | 0-3   | 0-1  | 1-2   | 0   | 0   | 0   | 3   | 0  | 0  | 3   | 2  | 1   |
| Рути Болтон                 | Сакраменто Монархс      | 20     | 1-7   | 0-4  | 0-0   | 1   | 2   | 3   | 1   | 1  | 0  | 0   | 0  | 2   |
| Дженнифер Гиллом            | Финикс Меркури          | 18     | 2-6   | 0-1  | 2-2   | 0   | 5   | 5   | 1   | 1  | 0  | 0   | 0  | 6   |
| Натали Уильямс              | Юта Старз               | 21     | 3-4   | 0-0  | 8-10  | 4   | 4   | 8   | 3   | 1  | 0  | 1   | 0  | 14  |
| Иоланда Гриффит             | Сакраменто Монархс      | 21     | 5-10  | 0-0  | 0-0   | 2   | 3   | 5   | 1   | 1  | 1  | 3   | 2  | 10  |
| Всего                       |                         | 200:00 | 31-70 | 2-14 | 15-19 | 11  | 37  | 48  | 19  | 11 | 3  | 17  | 10 | 79  |
| Главный тренер              | Ван Ченселлор (Хьюстон) |        |       |      |       |     |     |     |     |    |    |     |    |     |

| Звёзды Восточной конференции |                                  |        |       |      |     |     |     |     |     |    |    |     |    |     |
| Стартовая пятёрка            | Команда                          | MIN    | FG    | 3P   | FT  | OFF | DEF | TOT | AST | ST | BS | TOV | PF | PTS |
| Тереза Уизерспун             | Нью-Йорк Либерти                 | 17     | 1-6   | 1-2  | 0-0 | 0   | 2   | 2   | 4   | 1  | 0  | 3   | 2  | 3   |
| Никки Маккрей                | Вашингтон Мистикс                | 16     | 2-11  | 0-2  | 0-0 | 0   | 2   | 2   | 0   | 3  | 0  | 0   | 1  | 4   |
| Чамик Холдскло               | Вашингтон Мистикс                | 11     | 2-6   | 0-0  | 1-1 | 0   | 5   | 5   | 0   | 0  | 0  | 2   | 0  | 5   |
| Вики Баллетт                 | Шарлотт Стинг                    | 25     | 2-6   | 0-1  | 0-0 | 1   | 4   | 5   | 1   | 0  | 2  | 2   | 5  | 4   |
| Ким Хэмптон                  | Нью-Йорк Либерти                 | 21     | 2-6   | 0-0  | 1-2 | 1   | 2   | 3   | 0   | 2  | 0  | 0   | 2  | 5   |
| Запасные игроки              |                                  |        |       |      |     |     |     |     |     |    |    |     |    |     |
| Шэннон Джонсон               | Орландо Миракл                   | 23     | 3-6   | 2-5  | 0-0 | 2   | 2   | 4   | 2   | 3  | 1  | 2   | 2  | 8   |
| Сэнди Бронделло              | Детройт Шок                      | 11     | 4-8   | 0-1  | 0-0 | 2   | 1   | 3   | 1   | 0  | 0  | 0   | 0  | 8   |
| Мерлакия Джонс               | Кливленд Рокерс                  | 13     | 2-4   | 0-0  | 0-0 | 1   | 2   | 3   | 3   | 0  | 0  | 0   | 0  | 4   |
| Никеша Сейлс                 | Орландо Миракл                   | 17     | 3-8   | 0-3  | 0-2 | 0   | 0   | 0   | 1   | 0  | 0  | 2   | 1  | 6   |
| Вики Джонсон                 | Нью-Йорк Либерти                 | 15     | 3-8   | 0-3  | 0-0 | 0   | 2   | 2   | 3   | 0  | 0  | 2   | 0  | 6   |
| Тадж Макуильямс              | Орландо Миракл                   | 31     | 2-5   | 1-1  | 3-4 | 2   | 5   | 7   | 1   | 2  | 1  | 2   | 2  | 8   |
| Всего                        |                                  | 200:00 | 26-74 | 4-18 | 5-9 | 9   | 27  | 36  | 16  | 11 | 4  | 15  | 15 | 61  |
| Главный тренер               | Линда Хилл-Макдональд (Кливленд) |        |       |      |     |     |     |     |     |    |    |     |    |     |

- e  Жирным курсивным шрифтом выделена статистика самого ценного игрока матча.